# كوكب الكنز
كوكب الكنز المفقود (بالإنجليزية: Treasure Planet)‏ فيلم من إنتاج شركة والت ديزني. عرض الفيلم بنسخة مدبلجة باللغة العربية الفصحى على تلفزيون ج بتاريخ 20 سبتمبر 2013.
الفيلم يتحدث عن المراهق الفاشل جيم (جاسر في النسخة المصرية) الذي يتذمر عاطفيا بعد هجر والده لوالدته وهو صغير، حتى أنه يكاد أن يدخل سجن الأحداث. وفجأة يصله شيْ غريب يكتشف أنه خريطة لكوكب الكنز. تبدأ الرحلة بالإبحار مع طاقم إحدى السفن غريبي الاطوار. ويُجبر جيم على العمل في المطبخ كمساعد لشخص غامض تنتاب جيم شكوك كثيرة ان هذا الغامض هو (الروبوت العضوي) الشرير الذي يبحث بدوره عن الكنز. تم ترشيحه لجائزة الأوسكار وفي عام 2003 فاز بجائزة الغولدن ريل اوورد Golden Reel Award لأفضل جودة صوتية.

## الأصوات العربية

### النسخة العربية الفصحى
- خالد السيد - ارو
- عمر الشمّاع - بيلي بونز
- حسان حمدان - بن
- عبدو حكيم - جيم
- ماريا أسود - اميليا
- إيمان بيطار - سارة هوكنز
- حسني بدر الدين - سكروب
- سعد حمدان - دوبلر
- طه العبد - جون سيلفر
- روزي اليازجي
- رودي قليعاني
- شادي شمص
- جمانة الزنجي
- أسمهان بيطار
- ناجي شامل
- عماد فغالي
- توفيق شهاب
- نسرين مسعود
- فؤاد شمص (غير مدرج)

### الأداء الصوتي للنسخة العامية المصرية
- أحمد عزمي في دور جاسر همام
- رشا أبو الريش في دور مدام سارة
- إبراهيم غريب في دور بائن
- زينب مبارك في دور الكابتن أمينة
- محسن حلمي في دور سهم
- عبد الرحمن أبو زهرة في دور عنكبوت

## وصلات خارجية
- الموقع الرسمي
- كوكب الكنز على موقع IMDb (الإنجليزية)
- كوكب الكنز على موقع ميتاكريتيك (الإنجليزية)
- كوكب الكنز على موقع روتن توميتوز (الإنجليزية)
- كوكب الكنز على موقع نتفليكس (الإنجليزية)
- كوكب الكنز على موقع ألو سيني (الفرنسية)
- كوكب الكنز على موقع Turner Classic Movies (الإنجليزية)
- كوكب الكنز على موقع أول موفي (الإنجليزية)
- كوكب الكنز على موقع بوكس أوفيس موجو (الإنجليزية)
- كوكب الكنز على موقع فيلمافينيتي (الإسبانية)
- كوكب الكنز على موقع قاعدة بيانات الأفلام السويدية (السويدية)
- Disney's Treasure Planet على موبي غيمز